# Idiops microps
Idiops microps là một loài nhện trong họ Idiopidae.
Loài này thuộc chi Idiops. Idiops microps được J. Hewitt miêu tả năm 1913.